# Kemmelberg
De Kemmelberg is een heuvel bij het dorp Kemmel (gemeente Heuvelland) in de Belgische provincie West-Vlaanderen en is met zijn 154 meter het hoogste punt van de provincie. De heuvel ligt op 700 m ten westen van het dorpscentrum van Kemmel, op de grens met de deelgemeenten Loker en Dranouter. Het is een van de getuigenheuvels van het West-Vlaams Heuvelland.

## Geografie
De Kemmelberg is 154 meter hoog (TAW); dit is het geodetisch punt met merkteken Ch63.1, zoals gemeten door het NGI in oktober 1951 via optische waterpassing. Zijn topografische prominentie bedraagt 90 meter. De dominantie, dat is de afstand tot het meest nabije hoger gelegen punt, bedraagt 10,23 kilometer.
De Kemmelberg is een getuigenheuvel, net als de meeste heuvels in de omtrek (zoals Rodeberg, Zwarteberg, Scherpenberg, en Katsberg), acht miljoen jaar geleden ontstaan uit zandbanken die ontstonden toen de Noordzee (Diestiaanzee) tot daar landinwaarts kwam. In dat zand zat heel wat ijzer. Dit vormde door oxidatie met het zand ijzerzandsteen. Toen de zee terugtrok beschermde dit zandsteen de toppen van de voormalige zandbank tegen erosie. In de gebieden daartussen was er geen zandsteen en zorgde de erosie ervoor dat heel wat grond verdween, hierdoor ontstond een heuvelachtig landschap.
De Kemmelberg is een onderdeel van de zogenaamde centrale heuvelkam in het Heuvelland. Deze bestaat daarnaast uit de Watenberg, Kasselberg, Wouwenberg, Katsberg, Boeschepeberg, Kokereelberg, Zwarteberg, Vidaigneberg, Baneberg, Rodeberg, Sulferberg, Goeberg, Scherpenberg, Monteberg en Lettenberg. Ten zuiden van deze heuvelkam bevindt zich het stroomgebied van de Leie, ten noorden van deze heuvelkam het stroomgebied van de IJzer. Op de flank ontspringt de Kemmelbeek.

## Geschiedenis

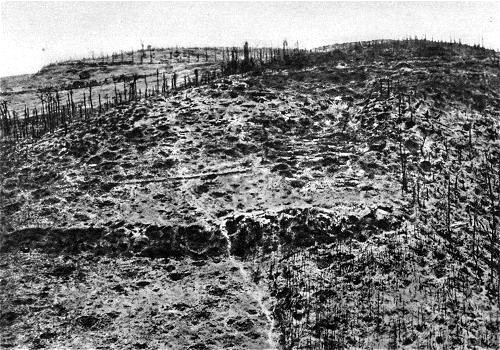
Kemmelberg, 1918

Op de Kemmelberg zijn sporen gevonden van bewoning tijdens het paleolithicum, het mesolithicum en het neolithicum. Een Keltische hoogtenederzetting uit de ijzertijd (500 v.Chr.) werd opgegraven. Deze werd verdedigd door een combinatie van een wal en een gracht. Binnenin was een nederzetting met elitaire bewoning. Naast rood beschilderd aardewerk (Kemmelwaar) werden resten van een strijdwagen en imitaties van producten uit het Middellandse Zeegebied gevonden. De 'Kelten op de Kemmelberg' werd opgenomen in de Canon van Vlaanderen.
In de Gallo-Romeinse periode en in de middeleeuwen waren er ijzerzandsteengroeves op de Kemmelberg.
Tijdens de Eerste Wereldoorlog was de Kemmelberg een strategisch punt en hij werd door de strijdende partijen zwaar bevochten. Tijdens het voorjaarsoffensief van 1918 namen Duitse troepen onder Generaal Friedrich Bertram Sixt von Armin op 25 april bezit van de Kemmelberg. De volgende dag vond een Franse tegenaanval plaats, maar de Duitse troepen rukten op tot de Dikkebusvijver. Op 29 april werd de Duitse opmars tot staan gebracht, de gevechten gingen door tot eind juli 1918. Op 5 september werd de Kemmelberg heroverd door de geallieerde troepen met hulp van de Amerikanen. Na de gevechten was de heuvel kaal en hij werd opnieuw beplant met loofboomsoorten.
Vanaf de jaren 1960 werden er archeologische opgravingen gedaan.

## Bezienswaardigheden

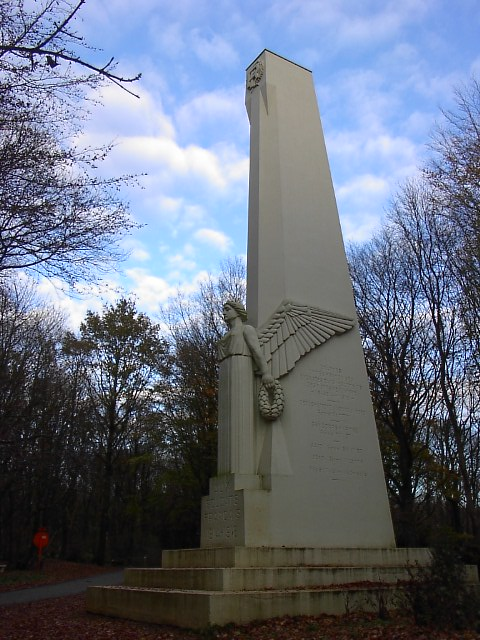
Monument aux soldats français of "Den Engel" (2007)

Op de westelijke flank bevindt zich een Frans massagraf met de stoffelijke resten van meer dan 5000 Franse soldaten, die sneuvelden in de Eerste Wereldoorlog. Op de top staat een gedenkzuil, het Monument Aux Soldats Français, opgericht in 1932 en ingehuldigd door generaal Lacappelle. De zuil is 17 meter hoog en beeldt de Romeinse godin van de overwinning Victoria uit. Het monument heet "Monument Aux Soldats Français" en wordt in de volksmond "Den Engel" genoemd. Oorspronkelijk was de zuil 18 meter hoog, boven op de zuil stonden een lauwerkrans met daarop een Franse soldatenhelm die echter verdwenen is na blikseminslag in de jaren 1970.
Er staat ook een uitkijktoren, de Belvedère, die vrij te bezoeken is, ondanks de gesloten horecazaak. Bij helder weer is in noordwestelijke richting de zee te zien. Op de Kemmelberg bevinden zich verscheidene horecazaken; wanneer men vanuit de dorpskern Kemmel de berg oprijdt komt men achtereenvolgens Hotel-Restaurant Belvédère en Hostellerie Kemmelberg tegen.
Aan de zuidrand bevindt zich de commandobunker van Kemmel, een voormalige commandobunker uit de Koude Oorlog van het Belgische leger, die sinds eind oktober 2009 is ingericht als oorlogsmuseum.

## Wielrennen

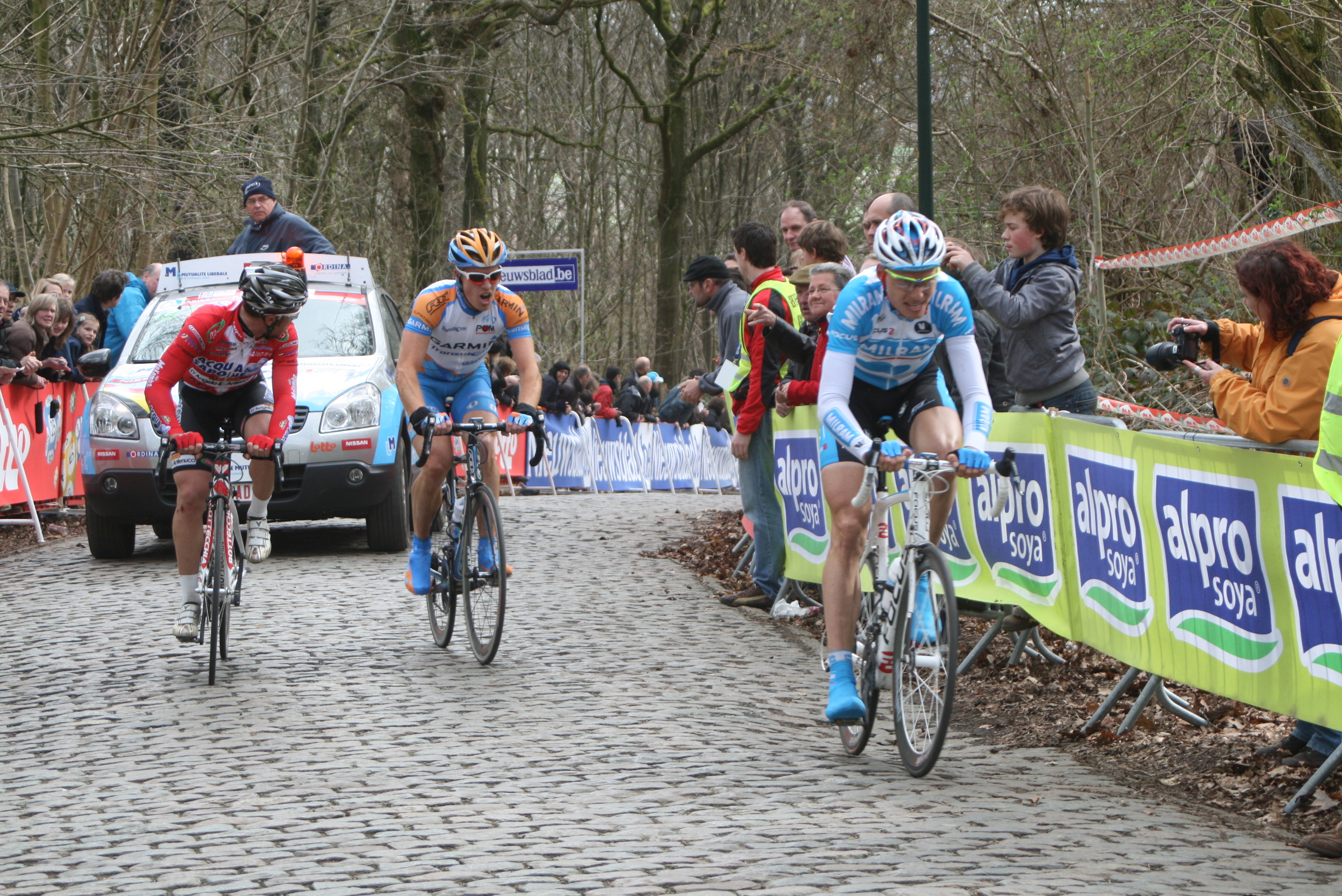
Passage van Gent-Wevelgem in 2010

De Kemmelberg is vooral bekend als scherprechter in wielerwedstrijden zoals Gent-Wevelgem, de Driedaagse van West-Vlaanderen, de Vierdaagse van Duinkerken, de Driedaagse van De Panne-Koksijde, Handzame Classic, Bredene Koksijde Classic, de Eurométropole Tour, de Great War Remembrance Race bij de profs, Gent-Ieper of de Kattenkoers bij de liefhebbers en Ledegem-Kemmel-Ledegem bij de juniores. In 1965 en 1966 is ze opgenomen in Dwars door België.
De helling wordt in Gent-Wevelgem doorgaans beklommen via de oostzijde (deel van Kemmelberg-Oost, in Gent-Wevelgem Kemmelberg of Kemmelberg Belvédère genoemd) voorafgegaan door de Monteberg, maar in sommige edities wordt ze beklommen vanuit Kemmel. In het verleden werd ook weleens de zijde Kemmelberg-West (in Gent-Wevelgem Kemmeltop of Kemmelberg Ossuaire genoemd) beklommen (tot 1976, opnieuw sinds 2016); deze wordt in de edities tot 2008 afgedaald. Zowel de beklimmingen aan de oost- en westzijde zijn deels asfalt, deels kasseiweg. Er is ook nog een landweg naar de top aan de zuidzijde (Kemmelberg-Zuid); deze is geheel in asfalt.
De helling is eenmaal niet opgenomen geweest in Gent-Wevelgem. In 1991 neemt de wielerklassieker voor het eerst sinds 1955 de berg niet op in het parcours; vanwege een dreigende boycot van vier Franse wielerploegen. De ploegen waren het niet eens met het feit dat ze zonder volgwagen met ploegleider over de Kemmelberg moesten. De organisatie besluit daarop de Kemmelberg te schrappen. In plaats van de voor dat jaar bedoelde drie beklimmingen van de Kemmelberg zoekt men nu naar "tweederangs" hellingen als de Goeberg, de Suikerberg en de Kraaiberg.
In de editie Gent-Wevelgem van 2008 wordt de Kemmelberg beklommen vanuit Kemmel en niet meer voorafgegaan door de Monteberg. Ook de gevaarlijke kasseienafdaling van de Kemmelberg-West is uit het parcours geschrapt; nu wordt afgedaald via een deel van de asfaltweg Kemmelberg-Zuid, daarna met een boog om het Franse massagraf via een smalle asfaltweg, uitkomend op de asfaltafdaling van Kemmelberg-West. Dit alles om valpartijen op de steile kasseiafdaling te voorkomen. Door al vanaf Kemmel te klimmen verwacht de organisatie een minder gegroepeerd peloton boven op de Kemmelberg en daardoor een nog veiligere afdaling. Ook in de Driedaagse van West-Vlaanderen wordt deze nieuwe afdaling van de Kemmelberg in 2008 in het parkoers opgenomen. In de editie Gent-Wevelgem van 2016 wordt de Kemmelberg voor het eerst sinds 1976 weer van beide kanten beklommen; de steilste kant is tevens de laatste helling van deze editie.
In de eerste editie van de Great War Remembrance Race in 2018 werd enkel het asfaltgedeelte van de Kemmelberg-West beklommen; het werd in het wedstrijdboek vermeld als Klokhofweg. De tweede passage werd de Kemmelberg-Oost beklommen voorafgegaan door de Monteberg.
Beide zijden uitgevoerd in kasseien zitten ook in de rode lus van de recreatieve wielerroute Gent-Wevelgemroute. De flank (het deel zonder kasseien) zit in de recreatieve fietsroute LF Heuvelroute. De asfaltklim tot de voet in kasseien zit in de recreatieve paarse lus van de Vive le vélo fietsroutes.